# Глухский сельсовет
Глу́хский сельсовет — упразднённая административно-территориальная единица Быховского района Могилёвской области Белоруссии.
Сельсовет упразднён в 2012 году, территория и населённые пункты переданы в ведение Черноборского сельсовета.

## Состав
Включал 10 населённых пунктов:
- Восточная — деревня.
- Глухи — агрогородок.
- Забродье — деревня.
- Звонцовка — деревня.
- Новая Слободка — деревня.
- Селище — посёлок.
- Слоневщина — деревня.
- Студенка — деревня.
- Уенск — посёлок.
- Ямище — деревня.